# Tercera División A de Chile
La Tercera División A de Chile es una competición oficial de fútbol correspondiente a la cuarta categoría del sistema de ligas de fútbol de Chile y está organizada por la Asociación Nacional de Fútbol Amateur de Chile (ANFA) y la Federación de Fútbol de Chile (FFCh). Desde su creación en 1981 fue la tercera división de Chile hasta 2011.
El campeonato se denomina oficialmente Campeonato Nacional de Tercera División A. También denominado Campeonato Diario La Cuarta Tercera División A para fines comerciales. Para participar, los clubes deben cumplir con una serie de requisitos deportivos y económicos impuestos por la asociación organizadora; pero actualmente, y con la existencia de la Tercera División B se pide, principalmente, cumplir con el requisito deportivo.[cita requerida]
Fue creada en el año 1981 como vía deportiva para el ascenso de clubes amateurs al profesionalismo, en este caso a la Primera B, sin embargo desde el año 2012 asciende al torneo de la Segunda División. Han participado en ella alrededor de 175 instituciones a lo largo de sus 44 temporadas bajo distintas modalidades, formatos, distintos números de participantes y cambios de nombre.
Participan para la temporada 2024 un total de 14 escuadras. Esta división otorga ascensos directo a Segunda División Profesional y descensos a Tercera División B.
Su actual campeón es Santiago City. Los clubes con más títulos son: Colchagua, Ñublense y Deportes Linares que lideran el palmarés con 3 títulos a su haber.

## Historia

### Creación
En 1979, una fracción de la Federación de Fútbol de Chile planteó la idea de formar una comisión que recibiera las postulaciones de clubes interesados en tomar parte de una "Tercera División regionalizada", de nivel amateur, que sirviera como plataforma de ascenso a la entonces llamada Segunda división chilena. Veinticinco clubes de la zona central del país manifestaron interés en participar, y fundaron el 10 de diciembre de 1980 la Tercera división chilena.
Como la inscripción en el torneo depende de una serie de requisitos deportivos y económicos, muchos de los equipos participantes han dejado de competir a lo largo de los años, dando paso a otras instituciones, lo que ha significado una gran rotación de participantes a lo largo de la historia. De hecho, de los 24 clubes participantes en el primer campeonato, solo uno permanece para la actual temporada 2023 y es Quintero Unido, en cambio 7 permanecen en alguna división y estos son: Curicó Unido milita en la Primera División; Deportes Santa Cruz en Primera B; General Velásquez, Arturo Fernández Vial y Lautaro de Buin en la Segunda División Profesional y Tricolor Municipal participa en Tercera B. El resto de equipos no existen o han regresado a sus asociaciones de origen.
El 5 de abril de 1981 y con 24 participantes, partió en definitiva la competición, que vio como su primer campeón al populoso equipo de la ciudad de Concepción el club Arturo Fernández Vial, que jugó de local durante este campeonato en la vecina localidad de Penco y derrotó en la final del cuadrangular a Deportes Laja, marcando un hito al ascender de inmediato ese año a la Segunda División y al año siguiente (1982) ser campeón de esa serie y llegar a la Primera División, en una marca nunca más igualada hasta el día de hoy.
Entre 1981 y 1989 las primeras 9 temporadas, las regiones del Bio-Bío, Metropolitana y O'Higgins se erigen como las regiones más importante ya que sus equipos pelean palmo a palmo los títulos de Tercera División: Fernández Vial de Concepción en 1981, Deportes Laja de Laja en 1982, Súper Lo Miranda de Lo Miranda en 1983, Santiago Morning de Santiago de 1984, Ñublense de Chillán en 1985, General Velásquez de San Vicente de Tagua Tagua en 1986, Colchagua de San Fernando en 1987, Soinca Bata de Melipilla en 1988 y Lozapenco de Penco en 1989.

### Expansión geográfica
Desde su creación hasta 1989, la Tercera división acogió únicamente a equipos de la zona central y centro-sur chilena, esto quiere decir que jugaban instituciones entre la V Región por el norte y la IX Región por el sur.
La primera expansión de la categoría fue producida por Deportes La Unión y Deportes Rahue que se integraron en la competencia para el torneo de 1989 integrando a la XIV Región del sur al fútbol amateur.
Ya con equipos integrados a la competencia provenientes de la mayor parte de las regiones de Chile, Unión La Calera rompe la hegemonía de las regiones Metropolitana, O´Higgins y Bio-Bio y campeona por primera vez llevando, de paso, el título a la V Región.
Al finalizar de 1991, la algarabía invade al equipo de Unión Santa Cruz que tras dos amargos sub - campeonatos gana el torneo claramente ascendiendo a Primera B.
Deportes Ovalle desciende por primera vez en su historia haciendo participar en el campeonato de 1992 a la Región de Coquimbo que vio como el equipo de Ñublense se coronaba campeón de temporada por segunda vez en 7 años. Sin embargo Deportes Ovalle toma revancha del torneo anterior y consigue el título de 1993 y el primero para la región.
Para el torneo de 1994 Deportes Linares consigue el primer título para la Región del Maule tras definir aguerridamente el torneo, en la última fecha, con la escuadra de Santiago Morning.
El torneo de 1995 tuvo como principal protagonista al equipo de Magallanes, histórico cuadro del fútbol chileno, que tras su descenso en el año 1993 y una irregular participación en 1994, logra ganar el primer título de tercera división de su historia, sin embargo, para la obtención del título tuvo que forzar la definición del ascenso con el equipo de General Velásquez que si bien obtuvo una mejor diferencia de goles en el cuadrangular final, quedaron emparejados en igualdad de puntos.
Para 1996 y con 31 clubes aceptados, Santiago Morning después de 11 años en Tercera División se impone en el cuadrangular final frente a equipos como Universidad de Concepción, Unión La Calera y San Luis.
En 1997 el Club Deportivo de la Universidad de Concepción consigue, tras el anterior subcampeonato, el anhelado título de Tercera División, imponiéndose de manera clara en el cuadrangular final a Barnechea. Además se estipula que la edad de los jugadores, en las bases del torneo, de los equipos participantes deben ser menor a 23 años, situación que 15 años después y ante la creación de la Segunda División Profesional, la ANFA modifica esta regla y eleva el rango de edad hasta los 25 años, y posteriormente, contar con 4 jugadores mayores de 23 años en sus planteles.
En 1998 y con clubes repartidos desde la IV Región hasta la XIV Región, Deportes Colchagua da el golpe a la cátedra y se inscribe por segunda vez en su historia como campeón, en la final logra derrotar cómodamente a Barnechea que por segundo año consecutivo deja escapar el título y el ansiado ascenso.
En 1999 se integró Deportes Copiapó como reemplazante del desaparecido Regional Atacama, a la Tercera División extendiendo la frontera del amateurismo a la III Región del país, a su vez participan por primera vez equipos filiales de instituciones pertenecientes a Primera División. Tal torneo vería a Deportes Talcahuano coronarse campeón frente a instituciones como Unión La Calera y San Luis de Quillota.
En el último torneo del siglo XX, 2000, Unión La Calera consigue ascender a Primera B por segunda vez en su historia en una de las campañas más sobresalientes que se tenga registro de un campeón en Tercera División, el segundo lugar lo obtuvo el novel cuadro de Deportes Copiapó, equipo que peleara los siguientes torneos.
En el primer torneo del nuevo milenio 2001 tuvo como campeón al cuadro «Carbonero» de Lota Schwager que ganó el partido de definición en cancha neutral a Deportes Copiapó que llegaba por segundo año consecutivo con opción al título.
Para el año 2002 y con la vuelta del formato de grupos para dirimir al ganador, Copiapó y con 4 años de vida, logra levantar, tras dos oportunidades fallidas, la copa de campeón del torneo amateur, sin embargo el título fue disputado punto a punto con el duro cuadro de Malleco Unido.
En el año 2003, San Luis de Quillota corta un periodo de 12 años en el fútbol no rentable y se corona monarca de la división en la última fecha, relegando a Deportes Linares como subcampeón. La campaña de los «Canarios» estuvo comandada por el ariete Humberto Suazo que se transformó en la principal figura del torneo con una cifra récord de 39 goles para la categoría.

### Una sola categoría
Tras la fusión de Tercera y Cuarta División a finales del año 2003 decretado por ANFA, los siguientes torneos adquieren un carácter mucho más complejo ya sea por la gran cantidad de escuadras participantes y por las amplias zonas geográficas representadas, los torneos se realizan en sucesivas fases hasta dirimir en un campeón. Para el año 2004 la extensión territorial abarca desde el norte con Municipal Iquique y Deportes Valdivia por el sur, el título lo consiguió Ñublense de Chillán que derrotó tras igualdad de puntaje y en un partido definitorio en cancha neutral, al gran cuadro de Curicó Unido, final que terminó no excepta de polémicas.
En 2005, Curicó Unido toma revancha del campeonato perdido el año anterior y se proclama como flamante campeón con una sola derrota, en la última fecha y con una reñida lucha con Trasandino de los Andes.
Con 35 equipos para la temporada 2006 Municipal Iquique se proclama campeón por primera vez en la historia y de paso obtiene el primer título para la zona norte del país con una campaña casi perfecta que concluyó solo dos derrotas, el subcampeón fue Iberia de los Ángeles. La extensión geográfica de la zona norte del país queda completa, San Marcos de Arica participa por primera vez desde la Primera B y obliga a ANFA a diseñar e incluir en un grupo todas las instituciones participantes del norte del país.
En 2007 participaron la máxima cantidad de equipos hasta la fecha (43 equipos) provenientes de regiones entre la XV y la XIV, incluyendo filiales de equipos profesionales. Los equipos filiales participaron en el torneo entre 1999 y 2008 con la salvedad de que jugaron en calidad de invitados (sin posibilidades de ascenso). El equipo campeón del torneo fue San Marcos de Arica que emuló el título conseguido por su archirrival un año antes, ganándolo de visita y en una gran final a Deportes Colchagua.

### Controversia
A principios de 2008, el directorio completo de la Tercera División presentó su renuncia indeclinable a la ANFA, por discrepancias con la dirigencia. Se esgrimió como argumento que el nuevo marco regulatorio para los futbolistas chilenos (conocido como "Estatuto del jugador"), imponía la profesionalización total de la Tercera División, proyecto que fue rechazado por ANFA. Según la dirigencia saliente, era necesario profesionalizar definitivamente el torneo, transparentando los sueldos que algunas instituciones pagan, y que debían ser tributados.
La propuesta de la directiva renunciada consistía en crear una Tercera División constituida por los equipos con mejores condiciones económicas y deportivas, que efectivamente deseen competir por el ascenso, y reflotar la Tercera B para las instituciones que deseen participar y no tengan los medios suficientes como para pelear por el campeonato.
Asimismo, algunos clubes habían presentado a la ANFP a principios de año, un proyecto de organización de una Tercera División A profesional, con idéntica filosofía. El proyecto fue bien recibido por la directiva del fútbol profesional, aunque diversos factores impidieron su materialización durante 2008. Entre ellos, influyó la férrea oposición de los equipos de la zona norte, marginados por razones de distancia geográfica; las dificultades intrínsecas del proceso de formación de sociedades anónimas, especialmente para los clubes con menos recursos económicos, y la extrema rapidez con que pensaba llevarse a cabo la transformación. Esto llevó a la conformación de cuatro grupos de disimiles características para el Torneo 2008: en uno, se incluyeron 14 equipos que formarían la categoría profesional, mientras que otro acogieron a los ocho equipos del norte del país. Los Grupos 2 y 3 incluyeron equipos de la zona central, que no tienen posibilidades inmediatas de profesionalizarse.
Entre las ideas del directorio asumido en 2008, se encontraba la paulatina transformación del campeonato en un torneo profesional, idea que comenzó a materializarse durante el mismo 2008. A partir de este torneo, se determinó la nómina de equipos que lucharían por un cupo en el fútbol profesional (Tercera A) y aquellos que militarían en una categoría inferior, eminentemente amateur (Tercera B), pero con permanentes posibilidades de incorporarse al nivel inmediatamente superior. Aunque, en un principio, se contaba con que los equipos provenientes del norte, militarían en las divisiones respectivas, sólo Municipal Mejillones permaneció en el torneo durante 2009. Los demás equipos de la zona norte se automarginaron de la competencia.
El campeonato de 2008 fue ganado por Naval de Talcahuano quien dejó como subcampeón al recién descendido Deportes Temuco quien vio como en el torneo posterior del año 2009 el equipo archirrival de Unión Temuco fue el ascendido derrotando en el octogonal final a Iberia, torneo que contó con tan solo 16 de los 36 participantes que jugaron en la temporada anterior.
El torneo se desarrolló con formato similar al utilizado en el año anterior, llevando a partir de dicha temporada la denominación de "Copa Diario La Cuarta", debido al auspicio de dicho matutino chileno.
En 2010 tras la marginación de los clubes Unión Quilpué, Provincial AGC del Torneo de Tercera A y de la Universidad Iberoamericana del campeonato de la categoría inferior, hacen que deba existir re adecuaciones del campeonato a inicios de temporada. El campeonato es ganado por Magallanes, que logra remontar una importante ventaja de Trasandino de Los Andes en el octogonal final.
El campeonato 2011 es ganado por Barnechea F.C. en el último encuentro del cuadrangular final, dejando en el camino a equipos como Fernández Vial, Iberia y Mejillones. Además con la inclusión de desaparecido club de Provincial Osorno, equipo perteneciente a la región más austral del fútbol profesional, la X Región y que jugó un año en la categoría, la división incluye a una de las regiones más australes de Chile.

### Segunda División Profesional
A finales del año 2011, la ANFP desliza la idea de crear una división profesional intermedia entre la Tercera A y la Primera B. La iniciativa fue aprobada por el directorio de los 32 clubes rentados del país y aprobado por la Federación de Fútbol de Chile (de los cuales cuatro miembros son de la ANFP y tres pertenecen a la ANFA).
Pese a la negativa de la ANFA, la nueva categoría fue finalmente aceptada, efectuado en el consejo de presidentes de la ANFP el 23 de febrero de 2012, la actual Tercera A pasa a ser la cuarta categoría del fútbol chileno en conjunto con la Tercera División B queda como la quinta división del fútbol chileno.
Una vez aprobada la nueva categoría, la ANFP a comienzo del año 2012 oficializa invitaciones a todos los clubes de Tercera División que deseen participar en la recién creada Segunda División Profesional, ante el compromiso de conformarse como una institución profesional y sociedad anónima, cinco clubes, entre los más prestigiosos, abandonan Tercera A como son Deportes Melipilla, Deportes Temuco, Iberia, Provincial Osorno y Fernández Vial.
El abandono de estos clubes trajo consigo que la ANFA decidiera ampliar el número de equipos ascendidos desde Tercera División B a Tercera División A con el fin de completar la división.
Las bases del torneo 2012 despotencian aún más la división de 14 clubes, ya que el número de ascensos fue de 5 equipos, lo que provoca que al final de temporada, otro puñado de equipos importantes dejen la competencia como es el caso de Deportes Linares, Deportes Valdivia, San Antonio Unido, Trasandino y Provincial Talagante. Sin embargo la cuota de admisión para estos equipos en la Segunda División Profesional de $35.000.000 de pesos hizo que Provincial Talagante decidiera no participar.
El torneo de transición del año 2013 resultó ser por múltiples motivos (ya sea por el gran número de equipos que abandonan la Tercera A, la nueva calendarización europea de los ascensos a categorías superiores y la invitación de nuevos elencos a Segunda División Profesional), uno de los más monótonos y con menos número de participantes (9) en su haber, además, en sus bases fijó que los mejores equipos sólo obtendrían bonificaciones especiales para el próximo torneo que tendrá como principal innovación el modelo de calendario europeo impuesto por ANFP. Los equipos de Deportes Ovalle, Municipal Mejillones, Municipal La Pintana y Malleco Unido aceptan otra tanda de invitaciones para profesionalizarse y dejan el torneo de Tercera A a principios de año. El campeón resultó ser el equipo de Club Fernández Vial que se tituló campeón después de 32 años de lograrlo por primera vez. Para el torneo de clausura 2013, correspondiente a la temporada 2013-14, Club Fernández Vial, se consagra bicampeón de manera extraordinaria frente al regular equipo de Deportes Quilicura, ambos equipos logran el ascenso a la Segunda División Profesional del año 2014-15, ocasión que desde 1986 no ascendían dos equipos.

### Un nuevo formato y la Copa Absoluta
Una vez reorganizada la división, la temporada 2014 de la Tercera División A contó con 14 equipos, de los cuales por primera vez en su historia se opta por disputar un campeonato largo de dos ruedas en un total de 26 fechas terminando campeón Colchagua CD y subcampeón Deportes Santa Cruz, quienes ascenderían, de manera brillante, a la Segunda División Profesional 2015-16, después de haber destacado en el fútbol profesional en la década de los 80 y 90.
El año 2015 trae más cambios, pues la ANFA anuncia la creación, para la primera parte del año, de la Copa Absoluta de Tercera División, donde todos los clubes de Tercera A y B disputaron un campeonato para elegir al mejor equipo de la Tercera División del primer semestre, el premio constó de una bonificación especial de +3 puntos para el campeonato oficial al equipo ganador, además, del ascenso a la Tercera División A al club de Tercera B que lograra llegar más lejos en esta misma, quién a la postre sería Lautaro de Buin  El cuadro campeón de este primer torneo fue Deportes Rengo que sumó su primer título en esta categoría.
Durante la segunda parte del año se puso en marcha el Campeonato Oficial que agrupó a los 15 equipos de Tercera A con el exitoso formato todos -contra- todos adecuándose al calendario del fútbol profesional. Estos campeonatos tienen como particularidad, que ahora se llegaría a un acuerdo para mantener cinco jugadores Sub-25 en el plantel, y así mismo en cancha, siendo aún requisito no mayores a Sub-23 salvo estos últimos. El equipo que se consagró campeón fue Independiente de Cauquenes que volverá al fútbol rentado después de 36 años, lo siguió el sorprendente cuadro de Deportes Vallenar que representara a la ciudad de Vallenar por primera vez.
Para el año 2016 Colina se coronaba nuevo monarca de la Copa Absoluta y obtenía el ascenso a la Tercera División A por primera vez. Por su parte durante el Campeonato Oficial, el campeón resulta ser Deportes Provincial Osorno quien lleva el título a la Región de los Lagos. El segundo ascenso lo consigue el notable equipo de Deportes Recoleta. Ambos equipos, de forma inédita, vuelven a ser los ascendidos, tal como había ocurrido durante la temporada pasada, al ascender ambos desde la Tercera División B, intercambiando únicamente el orden de los equipos en las tablas respectivas.
El año 2017, trae nuevos cambios. La Copa Absoluta se suspende temporalmente por parte de Anfa y no se juega durante el primer semestre. El Campeonato Oficial tuvo uno de los desenlaces más apretados de los últimos años, y terminó coronando a General Velásquez como campeón después de 31 años. Tanto el campeón como Fernández Vial obtuvieron el ascenso a la Segunda División Profesional.
El campeonato del año 2018 se opta por continuar el formato todos contra todos con la salvedad de que se incluye una liguilla de ascenso con los dos mejores equipos de cada rueda, contra todo pronóstico el histórico Lautaro de Buin gana el título y asciende acompañado del nobel cuadro de Deportes Colina.
En el torneo del año 2019 y con una gran cantidad de clubes participando con pasado en primera división e importante afición (Deportes Concepción, Trasandino, Provincial Osorno, Ferroviarios) es ganada por segunda vez en su historia por Deportes Linares quien junto a Deportes Concepción ascienden a Segunda División Profesional.

### El torneo en pandemia y pospandemia
El torneo 2020 y producto de las limitaciones provocado por la Pandemia de COVID-19 se disputó con el formato de grupos y fases eliminatorias a llaves directas y en que finalmente Deportes Limache se consagra campeón frente a Rodelindo Román.
En el siguiente torneo del 2021, los equipos participantes de dividen en tres grupos con un triangular final marcado por el gran desempeño del histórico Trasandino que logra el 2° título en su historia.

## Equipos participantes 2025
De los siguientes 14 clubes que participan en la Tercera División A de la Temporada 2025, la lista incluye exparticipantes del futbol profesional como son: Colchagua (Primera B) y Municipal Mejillones y Deportes Colina como exparticipantes de la Segunda División Profesional cierran el cuadro de clubes con alguna participación en el fútbol rentado profesional.
| Aguará                             | Felipe Luengo                | Centro Talinay              | 200    | Olymphus  | AIR             |
| Chimbarongo                        | Alan Álvarez                 | Municipal de Chimbarongo    | 1500   | OneFit    | FruttitaCO      |
| Colchagua                          | Gerardo Silva                | Jorge Silva                 | 6000   | TDeportes | FR Group        |
| Comunal Cabrero                    | Edgardo Abdala               | Luis Figueroa               | 3000   | Squadra   | Pullman Bus     |
| Constitución Unido                 | Rubén Martínez               | Enrique Donn                | 2.060  | OneFit    | Dimaco Chilemat |
| Deportes Colina                    | Fernando Gutiérrez Fernández | Manuel Rojas                | 4000   | Playmaker | Flesan          |
| Deportes Quillón                   | Yuri Fernández               | Complejo CQ                 | 1000   | Infinity  | Coolbet         |
| Fernández Vial                     |                              | Ester Roa                   | 33.000 |           | Lucero          |
| Imperial Unido                     | Luis Olivares                | El Alto de Nueva Imperial   | 2000   | Jn Sports | CMPC            |
| Lautaro de Buin                    | Carlos Encinas               | Lautaro de Buin             | 2.600  | Playmaker | Bepro           |
| Lota Schwager                      | Renato Ramos                 | Federico Schwager           | 4.000  | Training  | Cueva de Tango  |
| Malleco Unido                      | John Bustamante              | Alberto Larraguibel Morales | 2.345  | In-House  | Super Trébol    |
| Municipal Mejillones               | Carlos Rojas                 | Municipal de Mejillones     | 1500   | Veisport  | Corpesca        |
| Municipal Puente Alto              | Gilberto Moreno              | Municipal de Puente Alto    | 1900   | Kuden     | Puente Alto     |
| Naval                              | Alejandro Pérez              | El Morro                    | 7.200  | Forza     | AutoImporta     |
| Quintero Unido                     | Julio Villarroel             | Raúl Vargas Verdejo         | 2.500  | BYS       | Quintero        |
| Actualizado el 13 de enero de 2025 |                              |                             |        |           |                 |

*Indumentaria no oficial de la marca

## Equipos participantes Tercera División A 2025
| Equipo                | Ciudad         | Temporadas totales | Primera participación | Último ascenso 2° | Último descenso 2° | Último descenso a 3ºB | Torneos consecutivos | Títulos | Ubicación Torneo 2024 | Antigüedad |
| --------------------- | -------------- | ------------------ | --------------------- | ----------------- | ------------------ | --------------------- | -------------------- | ------- | --------------------- | ---------- |
| Aguará                | Santiago       | 1                  | 2025                  |                   |                    |                       | 1                    |         |                       | 8 años     |
| Chimbarongo           | Chimbarongo    | 6                  | 2015                  |                   |                    | 2017                  | 3                    |         | 6° (G. Sur)           | 11 años    |
| Colchagua             | San Fernando   | 25                 | 1984                  | 2014              | 2021               |                       | 4                    | 3       | 6° (Octog.)           | 68 años    |
| Comunal Cabrero       | Cabrero        | 3                  | 2023                  |                   |                    |                       | 3                    |         | 5° (G. Sur)           | 8 años     |
| Constitución Unido    | Constitución   | 11                 | 1998                  |                   |                    |                       | 2                    |         | 3°B                   | 27 años    |
| Deportes Colina       | Colina         | 7                  | 2016                  | 2018              | 2021               | -                     | 4                    |         | 4° (Octog.)           | 10 años    |
| Deportes Quillón      | Quillón        | 4                  | 2022                  |                   |                    |                       | 4                    |         | 4° (G. Sur)           | 15 años    |
| Imperial Unido        | Nueva Imperial | 2                  | 2024                  |                   |                    |                       | 2                    |         | 1° (3°B)              | 2 años     |
| Lautaro de Buin       | Buin           | 15                 | 1981                  | 2018              | 2024               |                       | 1                    | 1       |                       | 102 años   |
| Lota Schwager         | Coronel        | 5                  | 2001                  |                   |                    |                       | 1                    | 1       |                       | 59 años    |
| Malleco Unido         | Angol          | 21                 | 1989                  |                   |                    |                       | 1                    |         |                       | 51 años    |
| Municipal Mejillones  | Mejillones     | 15                 | 2007                  |                   | 2015-2016          |                       | 8                    |         | 8° (G.Norte)          | 20 años    |
| Municipal Puente Alto | Santiago       | 3                  | 2023                  |                   |                    |                       | 2                    |         | 8° (Octog.)           | 5 años     |
| Naval                 | Talcahuano     | 13                 | 1991                  |                   |                    |                       | 1                    | 2       |                       | 52 años    |
| Quintero Unido        | Quintero       | 18                 | 1981                  |                   |                    | 2023                  | 1                    |         |                       | 63 años    |

## Sistema de campeonato
Normalmente, los torneos de la Tercera División de Chile se han jugado en zonas determinadas geográficamente, y constituidas por números desiguales de equipos. Luego de una serie de etapas intra-zonales, se juega una serie de etapas posteriores, entre los equipos clasificados, que permite determinar al campeón y ascendido a Primera B. A lo largo de los años, se han utilizado finales en partidos de ida y vuelta, cuadrangulares en sede fija, cuadrangulares y hexagonales en partidos de ida y vuelta, para definir el título. Esta modalidad se utilizó entre 1981 y hasta 2013.
Durante algunos periodos de la categoría, el consejo de presidentes de la Tercera División, ha efectuado la división de las temporadas de los torneos, dividiendo en un torneo de Apertura y un Torneo Oficial u Clausura, tal como paso en los años 1983-1988, 1997, 2003-2006, 2013 y 2015.
Entre 1983 y hasta 2002, existió una Cuarta División, de carácter casi exclusivamente metropolitano en la que se permitía la inscripción de los equipos descendidos de este torneo, en conjunto con aquellos con menos medios económicos para participar en la Tercera División.
En 2003 y hasta el 2008 la Cuarta División pasó a fundirse con la Tercera División, generando un campeonato extenso, con representativos participantes entre Arica y Osorno. Las necesidades geográficas han implicado que el campeonato deba jugarse, en su mayor parte, a través de zonificaciones.
Después de la separación de divisiones en el año 2009, y hasta el campeonato 2011 los equipos participantes fueron entre 16 y 14, por ende el sistema consistió en la división de 2 zonas geográficas (zona norte y zona sur), en la cual los mejores equipos de cada zona al clasifican debían sortear una segunda ronda más breve entre sí, hasta clasificar una tercera ronda, de la cual unía a ambas zonas geografías y determinaba un campeón.
En el año 2012 los equipos fueron 14, estos lucharon por dos cupos para enfrentar a los 2 mejores equipos profesionales de la Segunda División Profesional. Igual puede ascender a la Primera B y eso siempre y cuando cualquiera de estos 2 equipos, gane primero este torneo y después el torneo de la nueva categoría profesional.
En 2013 debido a los cambios producidos por el nuevo torneo de Segunda División de la ANFP y a la fuga de equipos hacia ese torneo profesional, se decidió realizar un torneo de transcisión, torneo de apertura o torneo 2013 y el torneo oficial 2013 o torneo de clausura. En el primer torneo jugaron 9 equipos divididos en grupo norte de 5 equipos y grupo sur de 4 equipos, donde clasificaban los 2 mejores de cada grupo a un cuadrangular final que solamente otorgaba puntos extras para el comienzo del torneo oficial.
En el Torneo Oficial 2013 o de clausura, junto con los 9 equipos que ya existían se integran 3 equipos provenientes de Tercera B que ascendieron a mitad de año, junto a Mejillones y La Pintana que juegan como invitados, quedando 14 equipos divididos en grupo norte de 7 equipos y grupo sur de 7 equipos, los cuales al finalizar este torneo otorgará 2 ascensos a la Segunda División Profesional bajo el alero de la ANFP.
Para el Campeonato oficial 2014 el sistema de Campeonato consistió, por primera vez, un torneo largo todos contra todos, en un total de 26 fechas. coronándose Campeón y ascendiendo a la Segunda División Profesional el 1°lugar, además del 2° lugar, mientras el último y penúltimo deberán disputar la Liguilla de promoción ante el 3° y 4° de la Tercera B.
Sin embargo para la temporada 2015, el torneo de Tercera A se divide en 2 partes, un torneo con equipos de Tercera B, en zonas geográficas y con play offs llamado Copa Absoluta y que otorga puntaje para el segundo torneo llamado Torneo Oficial, que reúne finalmente a los equipos de Tercera A en un formato de 30 fechas, quien termine en la primera posición se coronará Campeón y ascenderá junto al 2° lugar, mientras al contrario de la temporada pasada, el último y penúltimo lugar, descenderán automáticamente.

### Ascenso a Segunda División Profesional de Chile
Desde el año 2024 se disputa el Campeonato Oficial de manera anual con los clubes en el formato largo de todos contra todos en 26 fechas en donde las dos mejores ubicaciones ascienden a la Segunda División Profesional.

### Descenso a Tercera División B
Según lo previamente planificado, y desde la temporada 2020, aquellos equipos que finalicen en los últimos puestos de sus grupos, descenderán automáticamente a la Tercera División B.

## Historial
Con 45 torneos, el palmarés de la Tercera División lo lideran los clubes de Ñublense, Deportes Colchagua y Deportes Linares con 3 títulos
Al igual que la Primera B y Segunda División Profesional la mayoría de los clubes campeones provienen de alguna de las regiones del país, de las cuales muchas han salido campeones (con excepción de las regiones de Antofagasta, Los Ríos, Aysén y Magallanes).
De los campeonatos disputados entre 1981 y 2023, la región con más campeonatos es la del Bio-Bío con 9 títulos logrados por 7 de sus equipos.
Le sigue la región de Metropolitana con 8 estrellas conquistadas por 5 instituciones y la región de O'Higgins con 7 estrellas conquistadas por 4 instituciones.
El resto de los campeones se distribuyen en otras áreas. Sin embargo, la supremacía de las regiones se ve reflejada en que de sus 45 ediciones, 38 fueron logradas por algún equipo de región en comparación con los 8 de la Metropolitana.
Un total de 31 clubes se han coronado campeón alguna vez en su historia. 
Actualizado el 25 de octubre de 2024
| Año           | Campeón                   | Subcampeón                |
| ------------- | ------------------------- | ------------------------- |
| 3º Categoría  |                           |                           |
| 1981          | Fernández Vial            | Deportes Laja             |
| 1982          | Deportes Laja             | Lautaro de Buin           |
| 1983          | Súper Lo Miranda          | Iván Mayo                 |
| 1984          | Santiago Morning          | Ñuble Unido               |
| Apertura 1985 | Deportes Laja (2)         | Soinca Bata               |
| Clausura 1985 | Ñuble Unido               | Soinca Bata               |
| 1986          | General Velásquez         | Iván Mayo                 |
| 1987          | Colchagua                 | Juventud Ferro            |
| 1988          | Soinca Bata               | Deportes Laja             |
| 1989          | Lozapenco                 | Unión Santa Cruz          |
| 1990          | Unión La Calera           | Unión Santa Cruz          |
| 1991          | Unión Santa Cruz          | San Luis                  |
| 1992          | Ñublense (2)              | Deportes Ovalle           |
| 1993          | Deportes Ovalle           | Curicó Unido              |
| 1994          | Deportes Linares          | Santiago Morning          |
| 1995          | Magallanes                | General Velásquez         |
| 1996          | Santiago Morning (2)      | Universidad de Concepción |
| 1997          | Universidad de Concepción | Barnechea                 |
| 1998          | Colchagua (2)             | Barnechea                 |
| 1999          | Deportes Talcahuano       | Unión La Calera           |
| 2000          | Unión La Calera (2)       | Deportes Copiapó          |
| 2001          | Lota Schwager             | Deportes Copiapó          |
| 2002          | Deportes Copiapó          | Malleco Unido             |
| 2003          | San Luis                  | Deportes Linares          |
| 2004          | Ñublense (3)              | Curicó Unido              |
| 2005          | Curicó Unido              | Trasandino                |
| 2006          | Municipal Iquique         | Iberia                    |
| 2007          | San Marcos de Arica       | Colchagua                 |
| 2008          | Naval (2)                 | Deportes Temuco           |
| 2009          | Unión Temuco              | Iberia                    |
| 2010          | Magallanes (2)            | Trasandino                |
| 2011          | Barnechea                 | Fernández Vial            |
| 4º Categoría  |                           |                           |
| 2012          | Trasandino                | Deportes Linares          |
| 2013          | Fernández Vial (2)        | Deportes Quilicura        |
| 2014          | Colchagua (3)             | Deportes Santa Cruz       |
| 2015          | Independiente             | Deportes Vallenar         |
| 2016          | Provincial Osorno         | Deportes Recoleta         |
| 2017          | General Velásquez (2)     | Fernández Vial            |
| 2018          | Lautaro de Buin           | AC Colina                 |
| 2019          | Deportes Linares (2)      | Deportes Concepción       |
| 2020          | Deportes Limache          | Rodelindo Román           |
| 2021          | Trasandino (2)            | Real San Joaquín          |
| 2022          | Deportes Linares (3)      | Provincial Osorno         |
| 2023          | Provincial Ovalle         | Concón National           |
| 2024          | Santiago City             | Brujas de Salamanca       |

### Títulos por equipo
| Club                       | Campeón | Subcampeón | Temp. Campeón      | Temp. Subcampeón |
| -------------------------- | ------- | ---------- | ------------------ | ---------------- |
| Deportes Linares           | 3       | 2          | 1994, 2019, 2022   | 2003, 2012       |
| Ñublense                   | 3       | 1          | C-1985, 1992, 2004 | 1984             |
| Colchagua CD               | 3       | 1          | 1987, 1998, 2014   | 2007             |
| Fernández Vial             | 2       | 2          | 1981, 2013         | 2011, 2017       |
| Deportes Laja              | 2       | 2          | 1982, A-1985       | 1981, 1988       |
| Trasandino                 | 2       | 2          | 2012, 2021         | 2005, 2010       |
| Santiago Morning           | 2       | 1          | 1984, 1996         | 1994             |
| Unión La Calera            | 2       | 1          | 1990, 2000         | 1999             |
| General Velásquez          | 2       | 1          | 1986, 2017         | 1995             |
| Magallanes                 | 2       | 0          | 1995, 2010         |                  |
| Naval                      | 2       | 0          | 1999, 2008         |                  |
| Deportes Santa Cruz        | 1       | 3          | 1991               | 1989, 1990, 2014 |
| Deportes Copiapó           | 1       | 2          | 2002               | 2000, 2001       |
| Curicó Unido               | 1       | 2          | 2005               | 1993, 2004       |
| Barnechea                  | 1       | 2          | 2011               | 1997, 1998       |
| Deportes Ovalle            | 1       | 1          | 1993               | 1992             |
| Universidad de Concepción  | 1       | 1          | 1997               | 1996             |
| Lautaro de Buin            | 1       | 1          | 2018               | 1982             |
| Soinca Bata                | 1       | 1          | 1988               | 1985             |
| San Luis                   | 1       | 1          | 2003               | 1991             |
| Deportes Provincial Osorno | 1       | 1          | 2016               | 2022             |
| Súper Lo Miranda           | 1       | 0          | 1983               |                  |
| Deportes Lozapenco         | 1       | 0          | 1989               |                  |
| Lota Schwager              | 1       | 0          | 2001               |                  |
| Deportes Iquique           | 1       | 0          | 2006               |                  |
| San Marcos de Arica        | 1       | 0          | 2007               |                  |
| Unión Temuco               | 1       | 0          | 2009               |                  |
| Independiente              | 1       | 0          | 2015               |                  |
| Deportes Limache           | 1       | 0          | 2020               |                  |
| Provincial Ovalle          | 1       | 0          | 2023               |                  |
| Santiago City FC           | 1       | 0          | 2024               |                  |
| Iván Mayo                  | 0       | 2          |                    | 1983, 1986       |
| Iberia                     | 0       | 2          |                    | 2006, 2009       |
| Juventud Ferro             | 0       | 1          |                    | 1987             |
| Malleco Unido              | 0       | 1          |                    | 2002             |
| Deportes Temuco            | 0       | 1          |                    | 2008             |
| Deportes Quilicura         | 0       | 1          |                    | 2013             |
| Deportes Vallenar          | 0       | 1          |                    | 2015             |
| Deportes Recoleta          | 0       | 1          |                    | 2016             |
| AC Colina                  | 0       | 1          |                    | 2018             |
| Deportes Concepción        | 0       | 1          |                    | 2019             |
| Rodelindo Román            | 0       | 1          |                    | 2020             |
| Real San Joaquín           | 0       | 1          |                    | 2021             |
| Concón National            | 0       | 1          |                    | 2023             |
| Brujas de Salamanca        | 0       | 1          |                    | 2024             |

Actualizado el 25 de octubre de 2024

### Títulos por región
| Región             | Títulos | Subtítulos | Clubes |
| ------------------ | ------- | ---------- | --- |
| Bio-Bío            | 9       | 8          | Fernández Vial (2), Deportes Laja (2), Naval (2), Universidad de Concepción (1), Deportes Lozapenco (1) y Lota Schwager (1) |
| Metropolitana      | 8       | 10         | Santiago Morning (2), Magallanes (2), Barnechea (1), Soinca Bata (1), Lautaro de Buin (1) y Santiago City FC (1)            |
| O'Higgins          | 7       | 6          | Colchagua CD (3), General Velásquez (2), Deportes Santa Cruz (1) y Súper Lo Miranda (1)                                     |
| Valparaíso         | 6       | 7          | Unión La Calera (2), Trasandino (2), San Luis (1) y Deportes Limache (1)                                                    |
| Maule              | 5       | 4          | Deportes Linares (3), Curicó Unido (1) y Independiente (1)                                                                  |
| Ñuble              | 3       | 1          | Ñublense (3) |
| Coquimbo           | 2       | 3          | Deportes Ovalle (1), Provincial Ovalle (1)                                                                                  |
| Atacama            | 1       | 3          | Copiapó (1) |
| La Araucanía       | 1       | 2          | Unión Temuco (1) |
| Los Lagos          | 1       | 1          | Provincial Osorno (1) |
| Arica y Parinacota | 1       | 0          | San Marcos de Arica (1) |
| Tarapacá           | 1       | 0          | Deportes Iquique (1) |

### Goleadores por torneo (1994-actualidad)
| Torneo | Jugador                    | Equipo                        | Goles |
| ------ | -------------------------- | ----------------------------- | ----- |
| 1994   | José Troncoso              | Municipal Las Condes          | 26    |
| 1995   | Pedro Brante               | Iván Mayo                     | 28    |
| 1996   | Eduardo Espinoza           | Unión Municipal de La Florida | 32    |
| 1997   | Christian Torres           | San Antonio Unido             | 34    |
| 1998   | Rodrigo Domínguez          | Unión La Calera               | 22    |
| 1998   | Aaron Silva                | Unión La Calera               | 22    |
| 1998   | Erik González              | Deportivo Polpaico            | 22    |
| 1998   | Rodrigo Venegas            | Malleco Unido                 | 22    |
| 1999   |                            |                               |       |
| 2000   | Iván Álvarez               | Universidad Católica B        | 9     |
| 2001   | Patricio Morales           | Lota Schwager                 | 27    |
| 2002   | Humberto Suazo             | San Antonio Unido             | 23    |
| 2003   | Humberto Suazo             | San Luis                      | 39    |
| 2004   | José Luis Jiménez          | Trasandino                    | 26    |
| 2005   | Óscar Maldonado            | Municipal Limache             | 12    |
| 2006   | David Córdova              | Trasandino                    | 35    |
| 2007   | Manuel Pereira             | Deportes Colchagua            | 25    |
| 2008   | Leonardo Olivera           | Deportes Temuco               | 26    |
| 2009   | Óscar Salinas              | Unión Temuco                  | 14    |
| 2010   | Patricio Salas             | Magallanes                    | 29    |
| 2011   | Óscar Salinas              | Iberia                        | 16    |
| 2012   | Salvatore Abarca           | Provincial Talagante          | 17    |
| 2013   | Cristián Cárdenas          | Deportes Quilicura            | 12    |
| 2013   | Karl Reimann               | Defensor Casablanca           | 12    |
| 2014   | Brayan Valdivia            | Deportes Rengo                | 17    |
| 2015   | Cristopher William Vásquez | Tomás Greig F.C.              | 27    |
| 2016   | Daniel Castro              | General Velásquez             | 19    |
| 2017   | Gonzalo Tapia              | Real San Joaquín              | 25    |
| 2018   | Daniel Castro              | Deportes Limache              | 28    |
| 2019   | Daniel Castro              | Deportes Limache              | 24    |
| 2020   | Fabián Bustos              | Rodelindo Román               | 6     |
| 2020   | Benjamín Inostroza         | Real San Joaquín              | 6     |
| 2021   | Leandro Ruiz               | Real San Joaquín              | 11    |
| 2022   | Luis Silva                 | Deportes Colina               | 20    |
| 2023   | Matías Sáez Matías Urizar  | Santiago City Unión Compañías | 17    |
| 2024   | Rodrigo Díaz               | Deportes Colina               | 27    |

## Listado de entrenadores campeones
| Año  | Entrenador               | Equipo                     |
| ---- | ------------------------ | -------------------------- |
| 1981 | Alex Veloso              | Arturo Fernández Vial      |
| 1982 | Víctor Manuel González   | Deportes Laja              |
| 1983 | Raúl Henriquez           | Super Lo Miranda           |
| 1984 | Guillermo Páez           | Santiago Morning           |
| 1985 | Esaú Bravo               | Ñuble Unido                |
| 1986 | Constantino Mohor        | General Velásquez          |
| 1987 | José González Valenzuela | Deportes Colchagua         |
| 1988 | Juan Carlos Esquivel     | Soinca Bata                |
| 1989 | Alex Veloso              | Lozapenco                  |
| 1990 | Manuel Gaete             | Unión La Calera            |
| 1991 | Juan Manuel González     | Unión Santa Cruz           |
| 1992 | Esaú Bravo               | Ñublense                   |
| 1993 | Gustavo Huerta           | Deportes Ovalle            |
| 1994 | Oscar Zambrano           | Deportes Linares           |
| 1995 | Manuel Espinoza          | Magallanes                 |
| 1996 | Carlos Ramos             | Santiago Morning           |
| 1997 | Mario Osbén              | Universidad de Concepción  |
| 1998 | Gerardo Silva            | Deportes Colchagua         |
| 1999 | Luis Marcoleta           | Deportes Talcahuano        |
| 2000 | Rodolfo Dubó             | Unión La Calera            |
| 2001 | Eduardo Apablaza         | Lota Schwager              |
| 2002 | Gerardo Silva            | Deportes Copiapó           |
| 2003 | Mauricio Riffo           | San Luis                   |
| 2004 | Luis Marcoleta           | Ñublense                   |
| 2005 | Eduardo Cortázar         | Curicó Unido               |
| 2006 | Jaime Carreño            | Municipal Iquique          |
| 2007 | Miguel Alegre            | Deportes Arica             |
| 2008 | Marcelo Miranda          | Naval de Talcahuano        |
| 2009 | Milton Flores            | Union Temuco               |
| 2010 | Osvaldo Hurtado          | Magallanes                 |
| 2011 | Mario Salas              | Barnechea                  |
| 2012 | Hernán Sáez              | Trasandino                 |
| 2013 | Erwin Durán              | Arturo Fernández Vial      |
| 2014 | Raúl González            | Colchagua                  |
| 2015 | Rubén Martínez           | Independiente de Cauquenes |
| 2016 | Marcos Millape           | Deportes Provincial Osorno |
| 2017 | Ítalo Pinochet           | General Velásquez          |
| 2018 | Ítalo Pinochet           | Lautaro de Buin            |
| 2019 | Luis Pérez Franco        | Deportes Linares           |
| 2020 | Ítalo Pinochet           | Deportes Limache           |
| 2021 | Luis Pérez Franco        | Trasandino                 |
| 2022 | Luis Pérez Franco        | Deportes Linares           |
| 2023 | Luis Pérez Franco        | Provincial Ovalle          |
| 2024 | Luis Pérez Franco        | Santiago City FC           |

## Ascensos y descensos a Tercera B (5º División)
| Año           | N.º de Equip.       | Descendidos a Tercera B (5a. División) | Ascendidos desde Tercera B (5a. División) |
| ------------- | ------------------- | --- | --- |
| 1981          | 24                  | | |
| 1982          | 24                  | | |
| 1983          | 24 (Ap.) / 18 (Cl.) | | Chilectra |
| 1984          | 22                  | | Soinca Bata |
| 1985          | 22                  | San Antonio Atlético | Juventud O'Higgins, Juventud Ferro |
| 1986          | 22                  | Tricolor Municipal | Deportes Gasco |
| 1987          | 20                  | Ferroviarios | Municipal Las Condes |
| 1988          | 24                  | Lautaro de Buin | Thomas Bata, Barnechea |
| 1989          | 28                  | Juventud Puente Alto, Estudiantes de Quilpué | Unión Veterana de Peumo, C.T.C. |
| 1990          | 27                  | Quintero Unido, Juventud O'Higgins | Tricolor Municipal, Juventud Puente Alto, Cóndor San Antonio |
| 1991          | 28                  | Concón National | Chiprodal |
| 1992          | 31                  | | Deportes Los Andes, Cultural Orocoipó, Quintero Unido |
| 1993          | 31                  | Tricolor Municipal | Juventud O'Higgins, Unión Municipal de La Florida |
| 1994          | 31                  | Defensor Casablanca, Juventud O'Higgins | Luis Matte Larraín, Arturo Prat de Hualañé |
| 1995          | 28                  | Union Veterana, Deportes Maipo | San Bernardo, Juventud O'Higgins |
| 1996          | 31                  | Juventud Puente Alto, Deportes La Unión, Iván Mayo, Deportes Laja | Atlético Malloco, Deportes Maipo |
| 1997          | 28                  | Juventud O'Higgins | Deportivo Polpaico, Ferroviarios |
| 1998          | 29                  | Luis Matte Larraín, Arturo Prat de Hualañé | Hosanna, Estrella de Chile |
| 1999          | 28                  | | C.T.I |
| 2000          | 32                  | Ferroviarios, Deportes La Ligua | Municipal Nogales Melón, Manuela Figueroa |
| 2001          | 27                  | | Concón National, Cristo Salva C.V. |
| 2002          | 24                  | | Deportes Quilicura, Lautaro de Buin |
| 2003          | 15                  | | Ferroviarios, Club San Bernardo Deportes, Luis Musrri, Defensor Casablanca, Unión Quilpúe, Club Deportivo Santa Fé, Deportes Rengo, Luis Matte Larraín, Juventud Puente Alto |
| 2008          | 38                  | Ferroviarios, Juventud Puente Alto, Provincial Talagante, Deportes Cerro Navia, Deportes Quilicura, Pudahuel Barrancas, Luis Matte Larraín, Universidad Iberoamericana, General Velásquez, Deportes Santa Cruz, Corporación Nuñoa | |
| 2009          | 16                  | Deportes Valdivia, Deportes Peñalolén | Municipal La Pintana, Deportes Quilicura |
| 2010          | 15                  | Deportes Linares | Unión Santa María, Pudahuel Barrancas |
| 2011          | 16                  | Pudahuel Barrancas | Deportes Linares, Deportes Valdivia |
| 2012          | 14                  | Deportes Rengo | Deportes Santa Cruz, General Velasquez, Enfoque de Rancagua, Defensor Casablanca, Pudahuel Barrancas, Malleco Unido                                                          |
| 2013 Apertura | 9                   | | Independiente de Cauquenes, Tomás Greig, Jugendland |
| 2013 Clausura | 14                  | Sportverein Jugenland Desafiliado | Deportes Limache, Deportes Vallenar, Provincial Marga Marga, Deportivo Estación Central y Deportes Rengo                                                                     |
| 2014          | 14                  | Enfoque de Rancagua y Pudahuel Barrancas | Real San Joaquín, Chimbarongo FC, Gasparín FC y Juventud Salvador, Lautaro de Buin (Copa Absoluta 2015)                                                                      |
| 2015          | 15                  | Provincial Marga Marga y Unión Casablanca | Deportes Recoleta, Deportes Osorno, AC Colina (Copa Absoluta 2016) |
| 2016          | 15                  | Juventud Salvador y Provincial Talagante | Provincial Ovalle y Brujas de Salamanca |
| 2017          | 15                  | Gasparín FC y Chimbarongo FC | Municipal Santiago, Escuela Fútbol Macul y Rancagua Sur |
| 2018          | 15                  | Escuela Fútbol Macul y Tomás Greig | Deportivo Pilmahue, Deportes Concepción, Unión Compañías y Ferroviarios |
| 2019          | 15                  | Ferroviarios y Unión Compañías | Rodelindo Román, La Pintana Unida, Quintero Unido, Escuela Fútbol Macul, Lota Schwager y Provincial Ranco                                                                    |
| 2020          |                     | No Hubo | No Hubo |
| 2021          | 15                  | Pilmahue, Escuela de Fútbol Macul y Deportes Vallenar | Deportes Quillón y Unión Compañías |
| 2022          | 15                  | La Pintana Unida y Lota Schwager | Santiago City, Comunal Cabrero, Municipal Puente Alto, Chimbarongo FC y Concón National                                                                                      |
| 2023          | 15                  | Quintero Unido y Rancagua Sur | Imperial Unido y Constitución Unido |
| 2024          | 14                  | Iberia y Unión Compañias | Aguara, Lota Schwager, Quintero Unido y Naval |

## Equipos participantes de Tercera División de Chile
Tomando en cuenta, los cambios de nombre y equipos desaparecidos 178 instituciones han participado en la Tercera División, en al menos una temporada disputadas entre los torneos de 1981 hasta el 2025.
| Pos. | Club                                   | Temporadas en 3ºA | Debut  | Última participación     | División actual  |
| 1    | General Velásquez                      | 27                | 1981   | 2017                     | Segunda División |
| 2    | Deportes Rengo                         | 26                | 1984   | 2022                     | Segunda División |
| 3    | Deportes Colchagua                     | 25                | 1984   | Actualmente en Tercera A | Tercera A        |
| 4    | Trasandino                             | 24                | 1992   | 2021                     | Segunda División |
| 5    | Barnechea                              | 23                | 1989   | 2011                     | Segunda División |
| 6    | Malleco Unido                          | 21                | 1989   | Actualmente en Tercera A | Tercera A        |
| 7    | San Antonio Unido                      | 21                | 1992   | 2012                     | Segunda División |
| 8    | Deportes Maipo                         | 20                | 1981   | 2001                     | En Receso        |
| 9    | Deportes Santa Cruz                    | 19                | 1981   | 2014                     | Primera B        |
| 10   | Iberia                                 | 19                | 1992   | 2024                     | En Receso        |
| 11   | Juventud Puente Alto                   | 18                | 1983   | 1998                     | En Receso        |
| 12   | Quintero Unido                         | 18                | 1981   | Actualmente en Tercera A | Tercera A        |
| 13   | Deportes Linares                       | 18                | 1992   | 2022                     | Segunda División |
| 14   | Curicó Unido                           | 17                | 1981   | 2005                     | Primera B        |
| 15   | Concón National                        | 17                | 1982   | 2023                     | Segunda División |
| 16   | Defensor Casablanca                    | 16                | 1981   | C-2013                   | En Receso        |
| 17   | Iván Mayo                              | 15                | 1981   | 1996                     | En Receso        |
| 18   | Lautaro                                | 15                | 1981   | Actualmente en Tercera A | Tercera A        |
| 19   | Municipal Talagante                    | 15                | 1982   | 1996                     | En Receso        |
| 20   | Municipal Mejillones                   | 15                | 2007   | Actualmente en Tercera A | Tercera A        |
| 21   | Goodyear                               | 14                | 1981   | 1994                     | En Receso        |
| 22   | Ferroviarios                           | 14                | 1983   | 2019                     | Tercera B        |
| 23   | Naval                                  | 13                | 1991   | Actualmente en Tercera A | Tercera A        |
| 24   | San Luis                               | 13                | 1991   | 2003                     | Primera B        |
| 25   | Deportes Laja                          | 12                | 1981   | 2004                     | Tercera B        |
| 26   | Santiago Morning                       | 12                | 1984   | 1996                     | Primera B        |
| 27   | Municipal Las Condes                   | 12                | 1988   | 1999                     | En receso        |
| 28   | Deportes Valdivia                      | 11                | 1991   | 2024                     | En receso        |
| 29   | Constitución Unido                     | 11                | 1998   | Actualmente en Tercera A | Tercera A        |
| 30   | Provincial Talagante                   | 11                | 2006   | 2016                     | Tercera B        |
| 31   | Cultural Doñihue                       | 10                | 1981   | 1990                     | En Receso        |
| 32   | Deportes Quilicura                     | 10                | 2003   | 2013                     | En Receso        |
| 33   | Arturo Fernández Vial                  | 9                 | 1981   | 2017                     | En Receso        |
| 34   | Comercio Llay-Llay                     | 9                 | 1983   | 1991                     | En Receso        |
| 35   | Deportes Ovalle                        | 9                 | 1992   | 2012                     | En Receso        |
| 36   | Luis Matte Larraín                     | 9                 | 1995   | 2008                     | En Receso        |
| 37   | Lota Schwager                          | 9                 | 1996   | Actualmente en Tercera A | Tercera A        |
| 38   | Hosanna                                | 9                 | 1999   | 2007                     | En Receso        |
| 39   | Universidad Católica "B"               | 9                 | 1999   | 2007                     | En Receso        |
| 40   | Municipal Limache                      | 9                 | 2000   | 2009                     | En Receso        |
| 41   | Tricolor Municipal                     | 8                 | 1981   | 1993                     | Tercera B        |
| 42   | Juventud Chépica                       | 8                 | 1984   | 1991                     | En Receso        |
| 43   | Juventud O´Higgins                     | 8                 | 1986   | 1997                     | En Receso        |
| 44   | Magallanes                             | 8                 | 1992   | 2010                     | Primera B        |
| 45   | Deportes Victoria                      | 7                 | 1981   | 1991                     | En Receso        |
| 46   | Independiente                          | 7                 | 1981   | 2015                     | En Receso        |
| 47   | Ñublense                               | 7                 | 1984   | 2004                     | Primera División |
| 48   | Juventud Ferro                         | 7                 | 1986   | 1991                     | En Receso        |
| 49   | C.D. Valle del Elqui                   | 7                 | 1995   | 2001                     | En Receso        |
| 50   | Provincial Osorno                      | 7                 | 2011   | 2022                     | Segunda División |
| 51   | Real San Joaquín                       | 7                 | 2015   | 2021                     | Segunda División |
| 52   | Deportes Colina                        | 7                 | 2016   | Actualmente en Tercera A | Tercera A        |
| 53   | Provincial Ovalle                      | 7                 | 2017   | 2023                     | Segunda División |
| 54   | Brujas de Salamanca                    | 7                 | 2017   | 2024                     | Segunda División |
| 55   | Unión La Calera                        | 6                 | 1990   | 2000                     | Primera División |
| 56   | Unión Veterana de Peumo                | 6                 | 1990   | 1995                     | En Receso        |
| 57   | Unión Municipal de la Florida          | 6                 | 1993   | 1998                     | En Receso        |
| 58   | Unión Quilpué                          | 6                 | 2004   | 2009                     | En Receso        |
| 59   | Tomás Greig F.C                        | 6                 | C-2013 | 2018                     | En Receso        |
| 60   | Chimbarongo F.C.                       | 6                 | 2015   | Actualmente en Tercera A | Tercera A        |
| 61   | Atlético Caupolicán de Rengo           | 5                 | 1981   | 1985                     | En Receso        |
| 62   | Campos de Batalla de Maipú             | 5                 | 1982   | 1986                     | En Receso        |
| 63   | Sportivo Cartagena                     | 5                 | 1983   | 1987                     | En Receso        |
| 64   | C.T.C. de Pedro Aguirre Cerda          | 5                 | 1990   | 1994                     | En Receso        |
| 65   | Mulchén Unido                          | 5                 | 1992   | 1996                     | En Receso        |
| 66   | Deportes La Ligua                      | 5                 | 1996   | 2000                     | En Receso        |
| 67   | Huachipato "B"                         | 5                 | 1999   | 2007                     | En Receso        |
| 68   | Deportes Copiapó                       | 5                 | 1999   | 2002                     | Primera B        |
| 69   | Pudahuel Barrancas                     | 5                 | 2007   | 2014                     | En Receso        |
| 70   | Rancagua Sur                           | 5                 | 2018   | 2023                     | Tercera B        |
| 71   | Municipal Santiago                     | 5                 | 2018   | 2022                     | En Receso        |
| 72   | Unión Compañías                        | 5                 | 2019   | 2024                     | Tercera B        |
| 73   | Deportes Peumo                         | 4                 | 1981   | 1984                     | En Receso        |
| 74   | Deportes Melipilla                     | 4                 | 1985   | 2011                     | Segunda División |
| 75   | Deportes Gasco                         | 4                 | 1987   | 1990                     | En Receso        |
| 76   | Deportes La Unión                      | 4                 | 1989   | 1996                     | En Receso        |
| 77   | Chiprodal                              | 4                 | 1992   | 2008                     | En Receso        |
| 78   | Deportivo Flecha                       | 4                 | 1992   | 1995                     | En Receso        |
| 79   | Universidad de Concepción              | 4                 | 1994   | 1997                     | Primera B        |
| 80   | Universidad San Sebastián              | 4                 | 1995   | 1998                     | En Receso        |
| 81   | Arturo Prat                            | 4                 | 1995   | 1998                     | En Receso        |
| 82   | Unión Comercial de Hualañe             | 4                 | 1997   | 2000                     | En Receso        |
| 83   | Municipal Nogales Melón                | 4                 | 2001   | 2004                     | En Receso        |
| 84   | Deportes Iquique                       | 4                 | 2003   | 2006                     | Primera División |
| 85   | Deportivo Luis Musrri                  | 4                 | 2004   | 2007                     | En Receso        |
| 86   | Municipal Nuñoa                        | 4                 | 2004   | 2007                     | En Receso        |
| 87   | Deportes Temuco                        | 4                 | 2008   | 2011                     | Primera B        |
| 88   | Municipal La Pintana                   | 4                 | 2011   | C-2013                   | En Receso        |
| 89   | Deportivo Estación Central             | 4                 | 2014   | 2017                     | En Receso        |
| 90   | Provincial Ranco                       | 4                 | 2020   | 2023                     | En Receso        |
| 91   | Deportes Quillón                       | 4                 | 2022   | Actualmente en Tercera A | Tercera A        |
| 92   | Súper Lo Miranda                       | 3                 | 1981   | 1983                     | En Receso        |
| 93   | Estudiantes de Quilpué                 | 3                 | 1987   | 1989                     | En Receso        |
| 94   | Lozapenco                              | 3                 | 1989   | 1993                     | En Receso        |
| 95   | Deportes Las Ánimas                    | 3                 | 1994   | 1996                     | En Receso        |
| 96   | Colo Colo "B"                          | 3                 | 1999   | 2007                     | En Receso        |
| 97   | Santa María de los Ángeles             | 3                 | 1999   | 2002                     | En Receso        |
| 98   | Santiago Wanderers "B"                 | 3                 | 1999   | 2001                     | En Receso        |
| 99   | Unión Deportiva Española de Temuco     | 3                 | 1999   | 2001                     | En Receso        |
| 100  | Compañia Tecnoindustrial               | 3                 | 2000   | 2002                     | En Receso        |
| 101  | Universidad de Chile "B"               | 3                 | 2004   | 2006                     | En Receso        |
| 102  | Instituto Nacional                     | 3                 | 2005   | 2007                     | En Receso        |
| 103  | Deportes Cerro Navia                   | 3                 | 2006   | 2008                     | En Receso        |
| 104  | Deportes Ormazábal                     | 3                 | 2006   | 2008                     | En Receso        |
| 105  | Municipal Alto Hospicio                | 3                 | 2006   | 2008                     | En Receso        |
| 106  | Universidad Arturo Prat                | 3                 | 2006   | 2008                     | En Receso        |
| 107  | Universidad de Tarapacá                | 3                 | 2006   | 2008                     | En Receso        |
| 108  | Deportes Tocopilla                     | 3                 | 2006   | 2008                     | En Receso        |
| 109  | AGC Cabildo                            | 3                 | 2007   | 2009                     | En Receso        |
| 110  | Pañalolén                              | 3                 | 2007   | 2009                     | En Receso        |
| 111  | Enfoque                                | 3                 | 2012   | 2014                     | En Receso        |
| 112  | Deportes Vallenar                      | 3                 | 2014   | 2021                     | Tercera B        |
| 113  | Cultural Gasparín                      | 3                 | 2015   | 2017                     | En Receso        |
| 114  | Deportivo Pilmahue                     | 3                 | 2019   | 2021                     | Tercera B        |
| 115  | La Pintana Unida                       | 3                 | 2020   | 2022                     | En Receso        |
| 116  | Comunal Cabrero                        | 3                 | 2023   | Actualmente en Tercera A | Tercera A        |
| 117  | Deportes Puente Alto                   | 3                 | 2023   | Actualmente en Tercera A | Tercera A        |
| 118  | Atlético Molina                        | 2                 | 1981   | 1982                     | En Receso        |
| 119  | Liceo de Curicó                        | 2                 | 1981   | 1982                     | En Receso        |
| 120  | Deportes Parral                        | 2                 | 1981   | 1982                     | En Receso        |
| 121  | San Antonio Atlético                   | 2                 | 1984   | 1985                     | En Receso        |
| 122  | Deportes Lan Chile                     | 2                 | 1988   | 1989                     | En Receso        |
| 123  | Comercial Temuco                       | 2                 | 1989   | 1990                     | En Receso        |
| 124  | Deportes Rahue                         | 2                 | 1989   | 1990                     | En Receso        |
| 125  | Thomas Bata                            | 2                 | 1989   | 1990                     | En Receso        |
| 126  | Cultural Orocoipo                      | 2                 | 1993   | 1994                     | En Receso        |
| 127  | Malloco Atlético                       | 2                 | 1997   | 1998                     | En Receso        |
| 128  | Regional Valdivia                      | 2                 | 1998   | 1999                     | En Receso        |
| 129  | Unión Deportiva Ferroviara de Victoria | 2                 | 2000   | 2001                     | En Receso        |
| 130  | Unión San Vicente de Talcahuano        | 2                 | 2000   | 2001                     | En Receso        |
| 131  | Cristo Salva C.V.                      | 2                 | 2001   | 2002                     | En Receso        |
| 132  | Santa Fé de Recoleta                   | 2                 | 2004   | 2005                     | En Receso        |
| 133  | Deportes Brasil                        | 2                 | 2005   | 2006                     | En Receso        |
| 134  | Deportivo Arellano                     | 2                 | 2005   | 2006                     | En Receso        |
| 135  | Deportes Concepción "B"                | 2                 | 2006   | 2007                     | En Receso        |
| 136  | Deportivo Arauco                       | 2                 | 2006   | 2007                     | En Receso        |
| 137  | San Marcos de Arica                    | 2                 | 2006   | 2007                     | Primera B        |
| 138  | Municipal Pozo Almonte                 | 2                 | 2007   | 2008                     | En Receso        |
| 139  | Provincial Temuco                      | 2                 | 2007   | 2008                     | En Receso        |
| 140  | Universidad Iberoamericana             | 2                 | 2007   | 2008                     | En Receso        |
| 141  | Unión Temuco                           | 2                 | 2008   | 2009                     | En Receso        |
| 142  | Unión Santa María de los Ángeles       | 2                 | 2011   | 2012                     | En Receso        |
| 143  | Unión Casablanca                       | 2                 | 2014   | 2015                     | En Receso        |
| 144  | Juventud Salvador                      | 2                 | 2015   | 2016                     | En Receso        |
| 145  | Provincial Marga Marga                 | 2                 | 2015   | 2016                     | En Receso        |
| 146  | Escuela Fútbol Macul                   | 2                 | 2018   | 2021                     | En Receso        |
| 147  | Santiago City                          | 2                 | 2023   | 2024                     | Segunda División |
| 148  | Imperial Unido                         | 2                 | 2024   | Actualmente en Tercera A | Tercera A        |
| 149  | Deportivo Teno                         | 1                 | 1981   | 1981                     | En Receso        |
| 150  | Juventud Textil Tomé                   | 1                 | 1981   | 1981                     | En Receso        |
| 151  | Talca National                         | 1                 | 1981   | 1981                     | En Receso        |
| 152  | Unión Llay-Llay                        | 1                 | 1981   | 1981                     | En Receso        |
| 153  | Chilectra                              | 1                 | 1984   | 1984                     | En Receso        |
| 154  | Cóndor San Antonio                     | 1                 | 1991   | 1991                     | En Receso        |
| 155  | Universitario de Temuco                | 1                 | 1991   | 1991                     | En Receso        |
| 156  | Deportes Arsenal de Recoleta           | 1                 | 1997   | 1997                     | En Receso        |
| 157  | Deportes Polpaico                      | 1                 | 1998   | 1998                     | En Receso        |
| 158  | Estrella de Chile de Pudahuel          | 1                 | 1999   | 1999                     | En Receso        |
| 159  | Juventud 2000 de Curicó                | 1                 | 1999   | 1999                     | En Receso        |
| 160  | San Clemente                           | 1                 | 2000   | 2000                     | En Receso        |
| 161  | Sol S.A                                | 1                 | 2000   | 2000                     | En Receso        |
| 162  | Manuela Figueroa de Quillota           | 1                 | 2001   | 2001                     | En Receso        |
| 163  | O'Higgins "B"                          | 1                 | 2001   | 2001                     | En Receso        |
| 164  | Uniacc                                 | 1                 | 2001   | 2001                     | En Receso        |
| 165  | Academia Santa Inés de La Serena       | 1                 | 2002   | 2002                     | En Receso        |
| 166  | Deportes La Serena "B"                 | 1                 | 2002   | 2002                     | En Receso        |
| 167  | Los Cóndores de Colbún                 | 1                 | 2003   | 2003                     | En Receso        |
| 168  | Selección de Palestina                 | 1                 | 2003   | 2003                     | En Receso        |
| 169  | Unión Flor Star de Puchuncaví          | 1                 | 2004   | 2004                     | En Receso        |
| 170  | Deportes Concón                        | 1                 | 2005   | 2005                     | En Receso        |
| 171  | Cobreloa "B"                           | 1                 | 2006   | 2006                     | En Receso        |
| 172  | Rayo del Pacífico de Algarrobo         | 1                 | 2006   | 2006                     | En Receso        |
| 173  | Unión Bellavista de Antofagasta        | 1                 | 2008   | 2008                     | En Receso        |
| 174  | Jugendland Sportverein                 | 1                 | 2013   | 2013                     | En Receso        |
| 175  | Deportes Recoleta                      | 1                 | 2016   | 2016                     | Primera B        |
| 176  | Deportes Concepcion                    | 1                 | 2019   | 2019                     | Segunda División |
| 177  | Rodelindo Román                        | 1                 | 2020   | 2020                     | En Receso        |
| 178  | Aguará                                 | 1                 | 2025   | Actualmente en Tercera A | Tercera A        |

## Tabla histórica de Tercera División A de Chile
- La tabla histórica de la Tercera División A abarca desde el 1º torneo en 1981 hasta el torneo 2024.

| Pos  | Club                               | Temp | P.J. | P.G. | P.E. | P.P. | GF   | GC  | Dif  | Pts. | 1º | 2º |
| ---- | ---------------------------------- | ---- | ---- | ---- | ---- | ---- | ---- | --- | ---- | ---- | -- | -- |
| 1.   | Trasandino                         | 24   | 722  | 345  | 173  | 178  | 1329 | 800 | 529  | 1170 | 2  | 2  |
| 2.   | Barnechea                          | 23   | 687  | 276  | 176  | 207  | 1084 | 853 | 231  | 953  | 1  | 2  |
| 3.   | Colchagua                          | 24   | 560  | 272  | 114  | 164  | 950  | 682 | 268  | 880  | 3  | 1  |
| 4.   | Iberia                             | 19   | 527  | 244  | 120  | 149  | 817  | 621 | 196  | 840  | -  | 2  |
| 5.   | General Velásquez                  | 27   | 675  | 255  | 164  | 235  | 1031 | 974 | 57   | 840  | 2  | 1  |
| 6.   | San Antonio Unido                  | 21   | 558  | 207  | 149  | 176  | 877  | 760 | 117  | 737  | -  | -  |
| 7.   | San Luis                           | 13   | 455  | 228  | 111  | 98   | 778  | 437 | 341  | 728  | 1  | -  |
| 8.   | Deportes Santa Cruz                | 19   | 506  | 234  | 118  | 146  | 868  | 630 | 238  | 715  | 1  | 3  |
| 9.   | Deportes Linares                   | 17   | 456  | 206  | 107  | 139  | 711  | 537 | 174  | 676  | 3  | 2  |
| 10.  | Curicó Unido                       | 17   | 480  | 216  | 113  | 121  | 744  | 577 | 167  | 676  | 1  | 2  |
| 11.  | Deportes Rengo                     | 26   | 569  | 150  | 147  | 201  | 851  | 912 | -61  | 673  | -  | -  |
| 12.  | Malleco Unido                      | 20   | 516  | 194  | 136  | 173  | 744  | 652 | 92   | 656  | -  | 2  |
| 13.  | Municipal Limache                  | 15   | 415  | 171  | 95   | 147  | 734  | 642 | 92   | 608  | -  | -  |
| 14.  | Naval                              | 12   | 350  | 158  | 86   | 96   | 577  | 408 | 169  | 518  | 2  | -  |
| 15.  | Santiago Morning                   | 12   | 372  | 181  | 90   | 89   | 653  | 433 | 220  | 489  | 2  | 1  |
| 16.  | Municipal Las Condes               | 12   | 362  | 156  | 93   | 86   | 565  | 419 | 146  | 456  | -  | -  |
| 17.  | Lautaro de Buin                    | 14   | 346  | 142  | 74   | 128  | 512  | 490 | 22   | 433  | 1  | 1  |
| 18.  | Juventud Puente Alto               | 18   | 457  | 138  | 114  | 183  | 623  | 752 | -129 | 433  | -  | -  |
| 19.  | Unión La Calera                    | 6    | 222  | 131  | 41   | 38   | 468  | 210 | 258  | 410  | 2  | 1  |
| 20.  | Deportes Maipo                     | 20   | 490  | 122  | 120  | 214  | 569  | 833 | -264 | 393  | -  | -  |
| 21.  | Deportes Laja                      | 12   | 337  | 142  | 83   | 101  | 504  | 386 | 118  | 387  | 1  | 2  |
| 22.  | Universidad Católica "B"           | 9    | 212  | 113  | 36   | 61   | 487  | 277 | 210  | 375  | -  | -  |
| 23.  | Municipal Mejillones               | 14   | 84   | 101  | 71   | 149  | 433  | 565 | -132 | 374  | -  | -  |
| 24.  | Iván Mayo                          | 15   | 382  | 137  | 89   | 138  | 614  | 579 | 35   | 373  | -  | 2  |
| 25.  | Deportes Ovalle                    | 9    | 226  | 115  | 58   | 52   | 398  | 238 | 160  | 366  | 1  | 1  |
| 26.  | Magallanes                         | 8    | 196  | 114  | 35   | 46   | 375  | 194 | 181  | 363  | 2  | -  |
| 27.  | Municipal Talagante                | 15   | 379  | 124  | 88   | 142  | 567  | 519 | -52  | 347  | -  | -  |
| 28.  | Hosanna                            | 9    | 228  | 100  | 42   | 79   | 414  | 366 | 48   | 342  | -  | -  |
| 29.  | Deportes Valdivia                  | 11   | 274  | 103  | 59   | 106  | 411  | 384 | 27   | 339  | -  | -  |
| 30.  | Quintero Unido                     | 17   | 370  | 108  | 88   | 147  | 476  | 582 | -106 | 335  | -  | -  |
| 31.  | Provincial Talagante               | 11   | 243  | 90   | 56   | 97   | 373  | 373 | 0    | 326  | -  | -  |
| 32.  | AC Colina                          | 6    | 173  | 92   | 34   | 47   | 332  | 212 | 120  | 310  | -  | 1  |
| 33.  | Good Year                          | 14   | 326  | 111  | 84   | 126  | 464  | 469 | -5   | 306  | -  | -  |
| 34.  | Constitución Unido                 | 10   | 229  | 85   | 49   | 90   | 397  | 338 | 59   | 304  | -  | -  |
| 35.  | Ñublense                           | 7    | 191  | 102  | 44   | 41   | 344  | 202 | 142  | 300  | 3  | 1  |
| 36.  | Ferroviarios                       | 14   | 307  | 85   | 73   | 140  | 392  | 575 | -183 | 294  | -  | -  |
| 37.  | Fernández Vial                     | 8    | 181  | 88   | 45   | 48   | 285  | 204 | 81   | 291  | 3  | 1  |
| 38.  | Concón National                    | 12   | 308  | 93   | 71   | 142  | 442  | 620 | -178 | 290  | -  | 1  |
| 39.  | Deportes Copiapó                   | 4    | 167  | 86   | 30   | 48   | 324  | 214 | 110  | 288  | 1  | 2  |
| 40.  | Deportes Quilicura                 | 10   | 203  | 74   | 48   | 80   | 306  | 314 | -8   | 270  | -  | -  |
| 41.  | Defensor Casablanca                | 15   | 359  | 92   | 74   | 186  | 535  | 835 | -300 | 259  | -  | -  |
| 42.  | Provincial Ovalle                  | 7    | 170  | 75   | 36   | 59   | 231  | 180 | 51   | 251  | 1  | -  |
| 43.  | Comercio de Llay-Llay              | 9    | 234  | 94   | 55   | 80   | 421  | 382 | 39   | 243  | -  | -  |
| 44.  | Valle de Elqui                     | 7    | 200  | 68   | 33   | 77   | 278  | 277 | 1    | 237  | -  | -  |
| 45.  | Real San Joaquín                   | 7    | 164  | 70   | 38   | 58   | 304  | 253 | 51   | 236  | -  | 1  |
| 46.  | Brujas de Salamanca                | 7    | 150  | 65   | 38   | 47   | 244  | 214 | 30   | 233  | -  | 1  |
| 47.  | Provincial Osorno                  | 6    | 140  | 58   | 32   | 50   | 193  | 175 | 18   | 206  | 1  | 1  |
| 48.  | Tomás Greig                        | 6    | 150  | 56   | 34   | 60   | 271  | 281 | -10  | 202  | -  | -  |
| 49.  | Unión Quilpué                      | 6    | 129  | 58   | 23   | 48   | 245  | 184 | 61   | 197  | -  | -  |
| 50.  | Independiente de Cauquenes         | 7    | 152  | 59   | 33   | 59   | 236  | 210 | 26   | 186  | 1  | -  |
| 51.  | Juventud Ferro                     | 7    | 194  | 67   | 49   | 77   | 292  | 288 | 4    | 183  | -  | 1  |
| 52.  | Deportes Temuco                    | 4    | 110  | 53   | 23   | 34   | 182  | 144 | 138  | 182  | -  | 1  |
| 53.  | Cultural Doñihue                   | 10   | 234  | 60   | 61   | 111  | 263  | 378 | -115 | 181  | -  | -  |
| 54.  | Universidad de Concepción          | 4    | 117  | 53   | 36   | 23   | 202  | 116 | 86   | 180  | 1  | -  |
| 55.  | Tricolor Municipal                 | 9    | 201  | 67   | 37   | 91   | 262  | 336 | -74  | 171  | -  | -  |
| 56.  | Municipal Santiago                 | 5    | 106  | 44   | 34   | 28   | 146  | 110 | 36   | 166  | -  | -  |
| 57.  | Juventud Chépica                   | 8    | 186  | 59   | 48   | 77   | 236  | 284 | -48  | 166  | -  | -  |
| 58.  | Deportes Iquique                   | 4    | 102  | 48   | 21   | 33   | 193  | 149 | 44   | 165  | 1  | -  |
| 59.  | Huachipato "B"                     | 6    | 111  | 45   | 26   | 40   | 181  | 159 | 22   | 161  | -  | -  |
| 60.  | Luis Matte Larraín                 | 9    | 218  | 45   | 25   | 113  | 219  | 444 | -225 | 160  | -  | -  |
| 61.  | Juventud O´Higgins                 | 8    | 207  | 42   | 61   | 88   | 245  | 380 | -135 | 156  | -  | -  |
| 62.  | Deportes Victoria                  | 7    | 156  | 51   | 53   | 51   | 202  | 179 | 23   | 155  | -  | -  |
| 63.  | Deportivo Estación Central         | 4    | 110  | 39   | 32   | 39   | 175  | 165 | 10   | 149  | -  | -  |
| 64.  | Colo Colo "B"                      | 3    | 72   | 45   | 15   | 10   | 149  | 57  | 92   | 147  | -  | -  |
| 65.  | Chimbarongo FC                     | 5    | 128  | 40   | 20   | 68   | 160  | 238 | -78  | 140  | -  | -  |
| 66.  | Unión Municipal La Florida         | 5    | 152  | 43   | 20   | 58   | 171  | 217 | -46  | 138  | -  | -  |
| 67.  | Compañía de Teléfonos de Chile     | 5    | 156  | 44   | 46   | 62   | 202  | 228 | -26  | 134  | -  | -  |
| 68.  | Universidad Arturo Prat            | 3    | 73   | 39   | 16   | 18   | 153  | 96  | 57   | 133  | -  | -  |
| 69.  | Universidad San Sebastián          | 4    | 100  | 36   | 25   | 27   | 135  | 109 | 26   | 133  | -  | -  |
| 70.  | Corporación Nuñoa                  | 5    | 97   | 39   | 16   | 42   | 186  | 184 | 2    | 133  | -  | -  |
| 71.  | Deportes Melipilla                 | 5    | 104  | 47   | 21   | 35   | 182  | 138 | 44   | 128  | 1  | -  |
| 72.  | Deportivo Flecha                   | 4    | 112  | 39   | 33   | 37   | 176  | 179 | -3   | 127  | -  | -  |
| 73.  | Instituto Nacional                 | 3    | 64   | 38   | 12   | 14   | 145  | 75  | 70   | 126  | -  | -  |
| 74.  | AGC Cabildo                        | 3    | 85   | 36   | 18   | 31   | 141  | 145 | -4   | 126  | -  | -  |
| 75.  | Provincial La Ligua                | 5    | 140  | 35   | 19   | 69   | 190  | 286 | -96  | 124  | -  | -  |
| 76.  | Unión Compañías                    | 4    | 110  | 34   | 22   | 54   | 162  | 197 | -35  | 124  | -  | -  |
| 77.  | Unión Veterana                     | 6    | 171  | 40   | 37   | 86   | 198  | 325 | -127 | 123  | -  | -  |
| 78.  | San Marcos de Arica                | 2    | 56   | 38   | 8    | 10   | 140  | 44  | 96   | 122  | 1  | -  |
| 79.  | Rancagua Sur                       | 5    | 98   | 31   | 28   | 39   | 111  | 123 | -12  | 121  | -  | -  |
| 80.  | Unión Temuco                       | 2    | 70   | 33   | 21   | 16   | 147  | 96  | 51   | 120  | 1  | -  |
| 81.  | Santiago City                      | 2    | 54   | 34   | 13   | 7    | 103  | 50  | 53   | 115  | 1  | -  |
| 82.  | Súper Lo Miranda                   | 3    | 82   | 41   | 27   | 14   | 140  | 83  | 57   | 109  | 1  | -  |
| 83.  | Municipal Alto Hospicio            | 3    | 77   | 32   | 12   | 33   | 121  | 116 | 5    | 108  | -  | -  |
| 84.  | Deportivo Ormazábal                | 3    | 75   | 30   | 17   | 28   | 112  | 96  | 16   | 107  | -  | -  |
| 85.  | Lota Schwager                      | 4    | 73   | 32   | 18   | 23   | 111  | 93  | 18   | 105  | 1  | -  |
| 86.  | Santiago Wanderers "B"             | 3    | 80   | 28   | 19   | 30   | 135  | 126 | 9    | 103  | -  | -  |
| 87.  | Mulchén Unido                      | 5    | 115  | 33   | 26   | 47   | 132  | 145 | -13  | 103  | -  | -  |
| 88.  | Deportes Vallenar                  | 3    | 62   | 30   | 12   | 20   | 112  | 86  | 26   | 102  | -  | 1  |
| 89.  | Deportes Tocopilla                 | 3    | 77   | 28   | 16   | 33   | 94   | 133 | -39  | 100  | -  | -  |
| 90.  | Provincial Ranco                   | 5    | 80   | 28   | 18   | 35   | 94   | 100 | -6   | 99   | -  | -  |
| 91.  | Compañia Tecno Industrial          | 3    | 88   | 26   | 20   | 40   | 111  | 126 | -15  | 98   | -  | -  |
| 92.  | Atlético Caupolicán                | 5    | 98   | 32   | 33   | 32   | 129  | 97  | 32   | 97   | -  | -  |
| 93.  | Deportes Gasco                     | 4    | 127  | 30   | 34   | 60   | 195  | 282 | -87  | 94   | -  | -  |
| 94.  | Deportes La Unión                  | 4    | 84   | 28   | 25   | 26   | 115  | 110 | 15   | 89   | -  | -  |
| 95.  | Gasparín FC                        | 3    | 84   | 25   | 14   | 45   | 122  | 158 | -36  | 89   | -  | -  |
| 96.  | San Bernardo Deportes              | 4    | 100  | 23   | 17   | 38   | 120  | 182 | -62  | 86   | -  | -  |
| 97.  | Deportes Quillón                   | 3    | 58   | 23   | 17   | 18   | 98   | 94  | 4    | 85   | -  | -  |
| 98.  | Pudahuel Barrancas                 | 6    | 109  | 21   | 19   | 69   | 122  | 241 | -119 | 82   | -  | -  |
| 99.  | Unión Deportiva Española de Temuco | 3    | 60   | 22   | 14   | 22   | 81   | 77  | 4    | 80   | -  | -  |
| 100. | Deportes Pintana                   | 4    | 66   | 23   | 10   | 33   | 93   | 112 | -19  | 79   | -  | -  |
| 101. | Municipal Nogales El Melón         | 4    | 96   | 20   | 18   | 55   | 87   | 227 | -140 | 78   | -  | -  |
| 102. | Thomas Bata                        | 2    | 66   | 30   | 15   | 21   | 108  | 93  | 15   | 75   | -  | -  |
| 103. | Municipal Pozo Almonte             | 2    | 59   | 22   | 9    | 28   | 89   | 104 | -15  | 75   | -  | -  |
| 104. | Deportes Las Ánimas                | 3    | 78   | 21   | 19   | 33   | 96   | 122 | -26  | 74   | -  | -  |
| 105. | Deportes Lozapenco                 | 3    | 74   | 29   | 15   | 26   | 123  | 112 | 11   | 73   | 1  | -  |
| 106. | Universidad de Chile "B"           | 3    | 46   | 20   | 9    | 17   | 102  | 79  | 23   | 69   | -  | -  |
| 107. | Unión San Vicente                  | 2    | 44   | 19   | 11   | 11   | 70   | 57  | 13   | 68   | -  | -  |
| 108. | Peñalolén                          | 3    | 71   | 19   | 11   | 41   | 86   | 142 | -56  | 68   | -  | -  |
| 109. | Unión Casablanca                   | 3    | 66   | 18   | 13   | 35   | 84   | 48  | 36   | 67   | -  |    |
| 110. | Arturo Prat de Hualañé             | 4    | 106  | 16   | 19   | 51   | 108  | 196 | -88  | 67   | -  | -  |
| 111. | Sportivo Cartagena                 | 5    | 96   | 19   | 29   | 46   | 90   | 193 | -103 | 67   | -  | -  |
| 112. | UNIACC                             | 1    | 38   | 19   | 8    | 11   | 79   | 52  | 27   | 65   | -  | -  |
| 113. | Deportes Concepción                | 1    | 34   | 19   | 6    | 9    | 48   | 38  | 10   | 63   | -  | 1  |
| 114. | Enfoque de Rancagua                | 3    | 64   | 17   | 11   | 36   | 59   | 111 | -52  | 62   | -  | -  |
| 115. | Municipal Puente Alto              | 2    | 52   | 17   | 10   | 25   | 67   | 90  | -23  | 61   | -  | -  |
| 116. | Estudiantes de Quilpué             | 3    | 82   | 18   | 25   | 37   | 114  | 142 | -28  | 61   | -  | -  |
| 117. | Deportes Recoleta                  | 1    | 28   | 18   | 2    | 8    | 64   | 47  | 17   | 56   | -  | -  |
| 118. | Universidad Iberoamericana         | 2    | 53   | 16   | 8    | 29   | 87   | 118 | -31  | 56   | -  | -  |
| 119. | Chiprodal                          | 4    | 87   | 16   | 14   | 55   | 112  | 223 | -111 | 56   | -  | -  |
| 120. | Deportes Lan Chile                 | 2    | 60   | 22   | 10   | 27   | 99   | 85  | 14   | 54   | -  | -  |
| 121. | Deportes Peumo                     | 4    | 82   | 19   | 15   | 46   | 101  | 160 | -59  | 53   | -  | -  |
| 122. | Campos de Batalla                  | 5    | 100  | 15   | 23   | 61   | 80   | 105 | -125 | 53   | -  | -  |
| 123. | Deportes Polpaico                  | 1    | 28   | 16   | 4    | 5    | 45   | 25  | 20   | 52   | -  | -  |
| 124. | Comunal Cabrero                    | 2    | 44   | 15   | 7    | 22   | 53   | 85  | -32  | 52   | -  | -  |
| 125. | Provincial Marga Marga             | 2    | 54   | 12   | 16   | 26   | 78   | 136 | -58  | 52   | -  | -  |
| 126. | Unión Comercial de Hualañé         | 4    | 81   | 11   | 17   | 47   | 94   | 177 | -83  | 50   | -  | -  |
| 127. | Provincial Temuco                  | 2    | 64   | 13   | 10   | 41   | 77   | 151 | -74  | 49   | -  | -  |
| 128. | Comercial Temuco                   | 2    | 46   | 17   | 14   | 15   | 62   | 48  | 14   | 48   | -  | -  |
| 129. | Liceo de Curicó                    | 2    | 44   | 12   | 18   | 14   | 55   | 67  | -12  | 42   | -  | -  |
| 130. | Unión Bellavista                   | 1    | 25   | 13   | 2    | 10   | 52   | 41  | 11   | 41   | -  | -  |
| 131. | Deportivo Pilmahue                 | 3    | 44   | 8    | 17   | 19   | 41   | 67  | -26  | 41   | -  | -  |
| 132. | Universidad de Tarapacá            | 3    | 75   | 11   | 8    | 56   | 58   | 194 | -136 | 41   | -  | -  |
| 133. | Deportes Parral                    | 2    | 44   | 15   | 10   | 19   | 66   | 78  | -12  | 40   | -  | -  |
| 134. | Imperial Unido                     | 1    | 26   | 12   | 3    | 11   | 51   | 50  | 1    | 39   | -  | -  |
| 135. | Unión Deportiva Ferroviarios       | 2    | 30   | 10   | 8    | 9    | 35   | 31  | 4    | 38   | -  | -  |
| 136. | Deportes Concepción "B"            | 2    | 40   | 10   | 8    | 22   | 73   | 79  | -6   | 38   | -  | -  |
| 137. | Atlético Molina                    | 2    | 44   | 15   | 8    | 21   | 56   | 63  | -7   | 38   | -  | -  |
| 138. | Cristo Salva C.V.                  | 2    | 54   | 8    | 13   | 33   | 56   | 109 | -53  | 37   | -  | -  |
| 139. | Cóndor San Antonio                 | 1    | 36   | 14   | 8    | 12   | 36   | 30  | 6    | 36   | -  | -  |
| 140. | Unión Santa María de Los Ángeles   | 2    | 32   | 10   | 6    | 16   | 39   | 49  | -10  | 36   | -  | -  |
| 141. | Cultural Orocoipo                  | 2    | 62   | 8    | 19   | 32   | 49   | 117 | -68  | 35   | -  | -  |
| 142. | Juventud Salvador                  | 2    | 56   | 8    | 10   | 38   | 59   | 132 | -73  | 34   | -  | -  |
| 143. | Regional Valdivia                  | 2    | 52   | 8    | 8    | 36   | 65   | 149 | -84  | 32   | -  | -  |
| 144. | Deportivo Luis Musrri              | 4    | 68   | 7    | 11   | 49   | 68   | 191 | -123 | 32   | -  | -  |
| 145. | Deportes La Serena "B"             | 1    | 26   | 9    | 4    | 13   | 31   | 38  | -7   | 31   | -  | -  |
| 146. | Unión Flor Star                    | 1    | 22   | 8    | 6    | 8    | 45   | 33  | 12   | 30   | -  | -  |
| 147. | San Antonio Atlético               | 2    | 40   | 9    | 12   | 18   | 45   | 65  | -20  | 30   | -  | -  |
| 148. | Sol S.A.                           | 1    | 26   | 7    | 6    | 13   | 30   | 47  | -17  | 27   | -  | -  |
| 149. | Santa María de Los Ángeles         | 3    | 63   | 5    | 12   | 46   | 77   | 204 | -127 | 27   | -  | -  |
| 150. | O'Higgins "B"                      | 1    | 24   | 7    | 3    | 10   | 27   | 30  | -3   | 24   | -  | -  |
| 151. | Rodelindo Román                    | 1    | 11   | 6    | 5    | 0    | 19   | 6   | 13   | 23   | -  | -  |
| 152. | Chilectra                          | 1    | 20   | 8    | 6    | 6    | 31   | 30  | 1    | 22   | -  | -  |
| 153. | Juventud Textil de Tomé            | 1    | 22   | 6    | 10   | 6    | 23   | 22  | 1    | 22   | -  | -  |
| 154. | Deportes Cerro Navia               | 3    | 63   | 4    | 9    | 50   | 52   | 183 | -131 | 21   | -  | -  |
| 155. | Unión Llay-Llay                    | 1    | 22   | 8    | 4    | 10   | 27   | 27  | 0    | 20   | -  | -  |
| 156. | La Pintana Unida                   | 3    | 30   | 4    | 7    | 19   | 37   | 65  | -28  | 19   | -  | -  |
| 157. | Cobreloa "B"                       | 1    | 16   | 4    | 6    | 6    | 22   | 28  | -6   | 18   | -  | -  |
| 158. | Talca National                     | 1    | 22   | 6    | 5    | 11   | 27   | 41  | -14  | 17   | -  | -  |
| 159. | Manuela Figueroa                   | 1    | 26   | 4    | 4    | 15   | 16   | 47  | -31  | 16   | -  | -  |
| 160. | Malloco Atlético                   | 2    | 57   | 3    | 6    | 34   | 30   | 93  | -63  | 15   | -  | -  |
| 161. | Academia Santa Inés                | 1    | 26   | 3    | 5    | 18   | 26   | 65  | -39  | 14   | -  | -  |
| 162. | Juventud 2000                      | 1    | 26   | 2    | 8    | 16   | 28   | 76  | -48  | 14   | -  | -  |
| 163. | Escuela de Macul                   | 2    | 38   | 3    | 5    | 30   | 35   | 121 | -86  | 14   | -  | -  |
| 164. | Deportivo Arellano                 | 2    | 22   | 4    | 1    | 17   | 18   | 45  | -27  | 13   | -  | -  |
| 165. | Deportivo Arauco                   | 2    | 40   | 4    | 1    | 35   | 29   | 139 | -110 | 13   | -  | -  |
| 166. | Los Cóndores                       | 1    | 22   | 3    | 3    | 16   | 21   | 41  | -20  | 12   | -  | -  |
| 167. | Arsenal de Recoleta                | 1    | 28   | 3    | 2    | 12   | 18   | 60  | -42  | 11   | -  | -  |
| 168. | Deportes Rahue                     | 2    | 24   | 4    | 3    | 17   | 14   | 62  | -48  | 11   | -  | -  |
| 169. | Selección de Palestina             | 1    | 28   | 2    | 3    | 23   | 14   | 74  | -60  | 9    | -  | -  |
| 170. | Jugendland Sportverein             | 1    | 12   | 2    | 1    | 9    | 10   | 23  | -13  | 7    | -  | -  |
| 171. | Deportes Concón                    | 1    | 8    | 2    | 0    | 6    | 7    | 11  | -4   | 6    | -  | -  |
| 172. | Deportivo Teno                     | 1    | 22   | 2    | 2    | 18   | 15   | 59  | -44  | 6    | -  | -  |
| 173. | Santa Fe                           | 2    | 28   | 1    | 3    | 23   | 15   | 89  | -74  | 6    | -  | -  |
| 174. | Brasil de Putaendo                 | 2    | 26   | 2    | 0    | 24   | 22   | 166 | -144 | 6    | -  | -  |
| 175. | Rayo del Pacífico                  | 1    | 6    | 1    | 0    | 5    | 13   | 23  | -10  | 3    | -  | -  |
| 176. | Estrella de Chile                  | 1    | 28   | 0    | 3    | 24   | 18   | 122 | -104 | 3    | -  | -  |
| 177. | San Clemente                       | 1    | 10   | 0    | 1    | 9    | 6    | 27  | -21  | 1    | -  | -  |
| 178. | Universitario de Temuco            | 1    | 14   | 0    | 1    | 13   | 9    | 49  | -40  | 1    | -  | -  |
| 179. | Aguará                             | -    | -    | -    | -    | -    | -    | -   | -    | -    | -  | -  |

|  | En Tercera A 2025 |

- A contar de torneo de 1995, el ganador obtiene 3 puntos.
- Esta tabla contiene los puntajes resultantes de las fechas regulares de cada torneo de acuerdo al formato instaurado en cada temporada.